# Campeonato Sudamericano de Hockey sobre césped masculino de 2018
El Campeonato Sudamericano de Hockey sobre césped masculino de 2018 se disputó del 29 de mayo al 7 de junio de 2018 en el Estadio Felix Capriles, Cochabamba, Bolivia.

## Primera fase

### Grupo A
| Equipo    | Pts | PJ | V | E | D | GF | GC | DIF |
| --------- | --- | -- | - | - | - | -- | -- | --- |
| Argentina | 9   | 3  | 3 | 0 | 0 | 20 | 2  | +18 |
| Venezuela | 6   | 3  | 2 | 0 | 1 | 16 | 5  | +11 |
| Uruguay   | 3   | 3  | 1 | 0 | 2 | 7  | 8  | -1  |
| Bolivia   | 0   | 3  | 0 | 0 | 3 | 0  | 28 | -28 |

#### Resultados
| 29 de mayo de 2018 09:00 |     |         |  |  |
| Argentina                | 5–1 | Uruguay |  |  |

| 29 de mayo de 2018 15:00 |      |         |  |  |
| Venezuela                | 12–0 | Bolivia |  |  |

| 31 de mayo de 2018 13:00 |     |         |  |  |
| Uruguay                  | 4–0 | Bolivia |  |  |

| 31 de mayo de 2018 15:00 |     |           |  |  |
| Venezuela                | 1–3 | Argentina |  |  |

| 2 de junio de 2018 11:00 |      |         |  |  |
| Argentina                | 12–0 | Bolivia |  |  |

| 2 de junio de 2018 15:00 |     |           |  |  |
| Uruguay                  | 2–3 | Venezuela |  |  |

### Grupo B
| Equipo   | Pts | PJ | V | E | D | GF | GC | DIF |
| -------- | --- | -- | - | - | - | -- | -- | --- |
| Chile    | 9   | 3  | 3 | 0 | 0 | 18 | 0  | +18 |
| Brasil   | 6   | 3  | 2 | 0 | 1 | 7  | 5  | +2  |
| Perú     | 1   | 3  | 0 | 1 | 2 | 2  | 10 | -8  |
| Paraguay | 1   | 3  | 0 | 1 | 2 | 2  | 14 | -12 |

#### Resultados
| 29 de mayo de 2018 11:00 |     |      |  |  |
| Brasil                   | 2–1 | Perú |  |  |

| 29 de mayo de 2018 13:00 |     |          |  |  |
| Chile                    | 8–0 | Paraguay |  |  |

| 31 de mayo de 2018 09:00 |     |          |  |  |
| Perú                     | 1–1 | Paraguay |  |  |

| 31 de mayo de 2018 11:00 |     |        |  |  |
| Chile                    | 3–0 | Brasil |  |  |

| 2 de junio de 2018 09:00 |     |          |  |  |
| Brasil                   | 5–1 | Paraguay |  |  |

| 2 de junio de 2018 13:00 |     |       |  |  |
| Perú                     | 0–7 | Chile |  |  |

### 5/8 Puesto
| 4 de junio de 2018 13:00 |     |          |  |  |
| Uruguay                  | 2–0 | Paraguay |  |  |

| 4 de junio de 2018 15:30 |     |         |  |  |
| Perú                     | 2–1 | Bolivia |  |  |

### 7 Puesto
| 6 de junio de 2018 08:00 |     |         |  |  |
| Paraguay                 | 4–1 | Bolivia |  |  |

### 5 Puesto
| 6 de junio de 2018 10:30 |              |      |  |  |
| Uruguay                  | 0-0 (2-3 SO) | Perú |  |  |

## Segunda fase

### Semifinales
| 4 de junio de 2018 08:00 |     |        |  |  |
| Argentina                | 5–0 | Brasil |  |  |

| 4 de junio de 2018 10:30 |     |           |  |  |
| Chile                    | 4–0 | Venezuela |  |  |

### 3 puesto
| 6 de junio de 2018 13:00 |              |           |  |  |
| Brasil                   | 2–2 (4-3 SO) | Venezuela |  |  |

### Final
| 6 de junio de 2018 15:30 |     |       |  |  |
| Argentina                | 1–0 | Chile |  |  |

| Campeón del Campeonato Suramericano 2018 |
| ---------------------------------------- |
| Argentina Septimo Título                 |

## Clasificación general
| Pos | Equipo    |
| --- | --------- |
| 1   | Argentina |
| 2   | Chile     |
| 3   | Brasil    |
| 4   | Venezuela |
| 5   | Perú      |
| 6   | Uruguay   |
| 7   | Paraguay  |
| 8   | Bolivia   |